# بخش مرکزی شهرستان پارسیان
بخش مرکزی، یکی از بخش‌های شهرستان پارسیان در استان هرمزگان ایران است. مرکز این بخش، شهر پارسیان است.

## تقسیمات کشوری
- بخش مرکزی شهرستان پارسیان
  - دهستان مهرگان
  - دهستان بوچیر

شهر: پارسیان و دشتی

## جمعیت
بر پایه سرشماری عمومی نفوس و مسکن در سال ۱۳۹۵، جمعیت بخش مرکزی شهرستان پارسیان برابر با ۳۸٬۰۳۰ نفر بوده است.